# Nørreballe
Nørreballe är en ort på ön Lolland i Danmark.   Den ligger i Lollands kommun och Region Själland, i den sydöstra delen av landet, 120 km sydväst om Köpenhamn. Nørreballe ligger 8 meter över havet> och antalet invånare är 520. Närmaste större samhälle är Maribo, 5,5 km sydost om Nørreballe. Trakten runt Nørreballe består till största delen av jordbruksmark.
I den södra delen av tätorten ligger Østofte kyrka.